# Der letzte Osmane
Der letzte Osmane ist ein türkischer Actionfilm aus dem Jahr 2007. Der Film wurde vom Regisseur Mustafa Şevki Doğan gedreht und erschien am 19. Januar 2007 in der Türkei in den Kinos. Der Film basiert auf dem Comic Son Osmanlı von Suat Yalaz.

## Handlung
Nach dem Ersten Weltkrieg wurde die osmanische Hauptstadt Istanbul vom Feind belagert. Ein Sergeant der Marine namens Tahtacızade Ali, der gerade seinen Militärdienst absolviert hat, sehnt sich nach seiner Verlobten Defne, die während Alis Abwesenheit einen anderen Mann geheiratet hat. Ali plant Defne zu entführen und nach Wien zu fliehen. Alis Pläne ändern sich jedoch, als er auf Mustafa Kemal trifft, der gerade eine Reise angetreten hat, um das türkische Land vor dem Feind zu retten. Ali erkennt, dass seine wahre Liebe sein Land ist und er möchte sein Land retten.

## Produktion
„Yandım Ali ist ein großer Held, und Heldeuntum ist etwas, das uns immer anspricht. Vielleicht folgen wir diesem Weg, weil wir die Zusammensetzung unseres Volkes kennen und wissen, dass es eine Mehrheit gibt, die nationalistische Filme mag“, sagte Regisseur Mustafa Şevki Doğan gegenüber Reuters.
Der Film wurde in Istanbul und in Bahçeşehir gedreht.

## Veröffentlichung
Der Film wurde am 27. November 2007 am 31st Cairo International Film Festival uraufgeführt.

## Rezeption
- Lexikon des internationalen Films: Die Geschichte um Liebe, Verrat und Nation gerät im weiteren Verlauf zum Nationalepos mit eindeutigen, oft ethnisch konnotierten Freund-Feind-Schemata, folgt damit jedoch auch den holzschnittartigen Vorgaben des Agentenfilm-Genres.[6]